# Thamnaconus striatus
Thamnaconus striatus är en fiskart som först beskrevs av Adolf Kotthaus 1979.  Thamnaconus striatus ingår i släktet Thamnaconus och familjen filfiskar. Inga underarter finns listade i Catalogue of Life.